# Loza, Irșava
Loza (în ucraineană Лоза) este o comună în raionul Irșava, regiunea Transcarpatia, Ucraina, formată numai din satul de reședință.

## Demografie
Componența lingvistică a comunei Loza
     Ucraineană (98,47%)
     Alte limbi (1,52%)
Conform recensământului din 2001, majoritatea populației comunei Loza era vorbitoare de ucraineană (98,47%), existând în minoritate și vorbitori de alte limbi.